# Dorylus westwoodii
Dorylus westwoodii é uma espécie de formiga do gênero Dorylus.